# Martin Pouliot
Pour les articles homonymes, voir Pouliot.
Martin Pouliot (né à Québec en 1968) est un poète et dramaturge québécois. 

## Biographie
Martin Pouliot a fondé les éditions Docteur Sax. Il travaille comme coordonnateur d'une maison des jeunes.
Son recueil Poèmes de famille a été finaliste pour le Prix Émile-Nelligan en 1997. Ce recueil raconte de l'intérieur la terreur dans laquelle un père a maintenu sa famille de six enfants.    
En avril 1998, sa pièce De flammes et d'acier est présentée au pavillon Alphonse-Desjardins de l'Université Laval par la troupe de théâtre les Treize, avec une mise en scène de Véronika Makdissi-Warren.     
En 2001, Martin Pouliot représente le Québec en poésie dans le cadre des Jeux de la Francophonie présentés à Ottawa-Hull. 
En 2003, sa pièce Le bruit des camions dans la nuit est présentée au Théâtre d’Aujourd’hui dans une mise en scène de Michel Bérubé. La pièce met en scène trois jeunes adolescents qui tentent de composer avec un père alcoolique et une mère apathique.  
En 2004, il présente la pièce Open house, un hommage aux années 80, mise en scène par Fabien Cloutier, qui met de l'avant les aléas de l'adolescence.   
Martin Pouliot participe à la revue de poésie Exit. Il publie également certains de ses poèmes dans la revue Moebius.  
Il est membre de l’Union des écrivaines et des écrivains québécois.  

## Œuvres

### Poésie
- Dans la morsure de l'aube - poésie, Québec, Éditions Docteur Sax, 1995
- Les circonférences d'un cri, Québec, Éditions Docteur Sax, 1997, 24 p.
- Poèmes de famille, Trois-Rivières, Écrits des Forges, 1997, 71 p. (ISBN 2-89046-451-2)
- Capoune! - anecdotes : deuxième partie de Poèmes de famille, Québec, Éditions Docteur Sax, 2000, 74 p
  - Capoune! - anecdotes, illustrations de Charlélie et Frédérique Blais-Pouliot,  Notre-Dame-des-Neiges, Éditions Trois-Pistoles, 2001, 83 p. (ISBN 2-921898-91-8)
- Cuire ce qu'il nous reste, Trois-Rivières, Écrits des Forges, 2001, 59 p. (ISBN 2-89046-615-9)
- Commentaires sur le troupeau par un des membres - anecdotes, Notre-Dame-des-Neiges, Éditions Trois-Pistoles, 2002, 92 p.  (ISBN 2-89583-016-9)
- Mémorial funèbre - poésie, Québec, Éditions Docteur Sax, 2003
- Open House - poésie, Trois-Pistoles, Éditions Trois-Pistoles, 2004  (ISBN 2-89583-083-5)
- Portrait de groupe : trois contes urbains, Trois-Pistoles, Éditions Trois-Pistoles, 2006, 57 p.  (ISBN 978-2-89583-149-5)
- Rien n'est pur et cela me satisfait, Notre-Dame-des-Neiges, Éditions Trois-Pistoles, 2008, 53 p. (ISBN 9782895831778)

### Théâtre
- Le Bruit des camions dans la nuit - tragédie naïve en un cri précédée d'un préambule,  Notre-Dame-des-Neiges, Éditions Trois-Pistoles, 2003, 123 p.  (ISBN 2-89583-051-7)

### Spectacle littérairs
- Open house, mise en scène de Fabien Cloutier, Québec, Premier acte, 28 au 30 octobre 2004[6]

## Prix et honneurs
- 1997 : finaliste au prix Émile-Nelligan pour son recueil Poèmes de famille[2]
- 2021 : Bourse du Conseil des arts et des lettres du Québec pour l'écriture d'un recueil de poésie[9]